# Échelle de Villejuif
L’échelle de Villejuif ou de Carrefour-Villejuif est une échelle à but humoristique, allant de 1 à 10, et prétendant mesurer un niveau d’embarras vis-à-vis d’un contenu multimédia. Inventée en 2016, ce mème Internet est issu du forum Jeuxvideo.com en réaction à une vidéo tournée au  Carrefour de Villejuif,, pour les 50 ans du magasin.